# 董索芹
董索芹（1953年06月27日—）中國大陸女演員。2018年起，參演多部獨立電影，在《逢春》中飾演平劇演員董老師一角。

## 生平
2018年起，參演多部獨立電影，包括《湖邊散步》、《逢春》等。

## 作品

### 參演電影
| 年份   | 片名     | 角色   | 出品國家 |
| ------ | -------- | ------ | -------- |
| 2019年 | 逢春     | 大姨   | 中国大陆 |
| 2020年 | 湖邊散步 | 董老師 | 中国大陆 |